# Constantin Rokossovski
Vous pouvez aider à l'améliorer ou bien discuter des problèmes sur sa page de discussion.
- Il ne cite pas suffisamment ses sources. Vous pouvez indiquer les passages à sourcer avec {{référence nécessaire}} ou {{Référence souhaitée}}, et inclure les références utiles en les liant aux notes de bas de page. (Marqué depuis décembre 2010)
- Son texte doit être wikifié : il ne correspond pas à la mise en forme Wikipédia (style, typographie, liens internes, liens entre les wikis, etc.). (Marqué depuis novembre 2023)
- La traduction doit être revue. Le contenu est difficilement compréhensible à cause d’erreurs de traduction, peut-être dues à l’utilisation d’un logiciel de traduction automatique. (Marqué depuis novembre 2023)

- Archive Wikiwix
- Bing
- Cairn
- DuckDuckGo
- E. Universalis
- Gallica
- Google
- G. Books
- G. News
- G. Scholar
- Persée
- Qwant
- (zh) Baidu
- (ru) Yandex
- (wd) trouver des œuvres sur Wikidata

Constantin Rokossovski (en russe : Константин Константинович Рокоссовский ; en polonais : Konstanty Rokossowski), né le 21 décembre 1896 à Varsovie (selon le recensement de 1920) ou à Velikié Louki (selon son autobiographie) et mort le 3 août 1968, est un officier supérieur soviétique.
Officier supérieur dans l'Armée rouge, il est arrêté en 1937 durant les Grandes Purges staliniennes, sous le prétexte d'activité anti-gouvernementale. Mais, finalement il est libéré et réhabilité complètement en mars 1940 pour reprendre immédiatement des postes de commandement. Il tient un rôle de premier plan pendant la Seconde Guerre mondiale, où il participe de façon décisive à la plupart des batailles principales menant à la victoire contre le IIIe Reich. 
Il est notamment le concepteur de l'opération Bagration dont la réussite, décisive grâce à la destruction de la totalité du groupe d'armées Centre de la Wehrmacht, lui vaudra sa promotion au rang de maréchal de l'Union soviétique et l'honneur de commander la parade de la victoire sur la place Rouge le 24 juin 1945. Après-guerre, en Pologne, il devient maréchal et ministre de la Défense de ce pays.

## Biographie
Fils de Josef Xavier Rokossovski (1853-1902), inspecteur des chemins de fer, et d'Antonina Ovsyannikov (?-1911) enseignante, Constantin Rokossovski est issu d'une famille polonaise ayant perdu ses titres de noblesse au milieu du XIXe siècle mais d'où sont issus plusieurs officiers de cavalerie. Orphelin à 14 ans, Constantin commence à travailler dans la construction.

### Première Guerre mondiale et révolution russe
Lors de la Première Guerre mondiale, Constantin Rokossovski s'engage comme volontaire dans l'armée tsariste et est incorporé au 5e régiment de dragons de Kargopol. Plusieurs fois décoré de l'ordre de Saint-Georges, il est nommé officier en 1917.
À la fin de la même année, il devient membre de la Garde rouge puis de l'Armée rouge. Le 7 mars 1919, il entre au parti bolchevik (numéro de carte de membre 239).
Pendant la guerre civile russe, à la tête de la 5e brigade de cavalerie, il affronte les troupes de l'amiral Koltchak sur le front est. En 1921, il reçoit la plus haute distinction militaire soviétique : l'Ordre du Drapeau rouge.

### Entre-deux-guerres
Après la guerre civile, Constantin Rokossovski exerce différents commandements en Extrême-Orient.
Le 30 avril 1923, il épouse Ioulia Petrovna Barmina.
Il sert comme instructeur en Mongolie de 1926 à 1928. En 1929, il suit les cours de l'Académie militaire Frounze, où il découvre les théories de Toukhatchevski et notamment le concept d'« opération en profondeur ». 
Il participe à la fin de l'année 1929 à l'offensive soviétique en Mandchourie face au seigneur de guerre Zhang Xueliang pour le contrôle de la ligne de chemin de fer de l'Est chinois. Il participe aux opérations sur le front nord en menant bataille avec la cinquième brigade de cavalerie qu'il dirige près de Dalainor le 16 novembre. Il part ensuite occuper la ville de Hailar le 25 novembre sans aucune résistance. 
En 1930, il prend le commandement de la 7e division de cavalerie (ru) de Samara dont un des commandants de brigades n'est autre que Joukov. En 1936, il est nommé à la tête du 5e corps de cavalerie (en) à Pskov.

### Grandes Purges
Le 27 juin 1937, Constantin Rokossovski est exclu du parti communiste pour « baisse de vigilance ». Le 22 juillet, il est renvoyé de l'Armée rouge pour « écart de service ». Le 17 août 1937, il est arrêté pour sabotage et espionnage au profit de la Pologne et du Japon — il aurait été dénoncé pour avoir rencontré le chef de la mission militaire japonaise à Harbin en 1932.
Après avoir été torturé (perte de 9 dents, arrachage des ongles, 3 côtes brisées, 3 simulacres d'exécution), il est incarcéré à la prison Kresty de Léningrad. Il est finalement libéré le 22 mars 1940 sur intervention du maréchal Chapochnikov pour être réintégré dans l'Armée rouge, comme de nombreux officiers supérieurs arrêtés pendant les Grandes Purges.
Cette réhabilitation est évoquée dans le roman Vie et Destin de Vassili Grossman (deuxième partie, chapitre 4).
Après avoir participé à l'occupation de la Bessarabie à la tête du 5e corps de cavalerie au printemps 1940, il prend le commandement du 9e corps mécanisé en novembre 1940 avec le grade de major général, qu'il a reçu le 4 juin, dans le district militaire de Kiev sous le commandement de Mikhaïl Kirponos.

### Seconde Guerre mondiale

#### Bataille de Doubno
Lorsque l'Allemagne nazie attaqua l'Union soviétique en juin 1941, Rokossovski était commandant du 9e corps mécanisé, constitué des 35e et 20e divisions de chars et de la 131e division motorisée.
Il fut immédiatement engagé dans les premières batailles de chars autour du triangle Loutsk - Doubno - Brody, également connu sous le nom de bataille de Brody, une première contre-attaque soviétique et la plus importante opération de chars soviétique des débuts de l'opération Barbarossa.
La bataille impliquait une attaque à grande échelle impliquant cinq corps mécanisés visant à pénétrer la ligne allemande en direction de Lublin, sur la base d'un plan élaboré avant le début des hostilités. Les ordres d’attaque de Joukov n’ont suscité que peu d’enthousiasme de la part des officiers du front du Sud-Ouest qui souhaitaient conserver une posture défensive. Néanmoins, l'attaque s'est poursuivie. L'opération a rencontré de nombreuses difficultés de mobilisation, de coordination, de communication, de transport et d'exécution, mais a enregistré quelques succès initiaux, qui ont été contrés par l'action rapide du groupe d'armées Sud de Von Rundstedt en Ukraine et se sont soldés par la destruction de la plupart des forces soviétiques participantes.
À la réception de ses ordres, Rokossovski, dont les divisions étaient postées à l’arrière de la frontière, devait réquisitionner des camions de la réserve locale pour transporter des munitions et monter une partie de son infanterie sur des chars tandis que les autres étaient contraints de marcher en séparant ses forces. En conséquence, ses forces étaient en retard sur le calendrier prévu et seule une avant-garde a été en mesure de faire face au « barrage » du 26 juin et est entrée dans la mêlée. Ses ordres étaient d'aller de l'avant et de prendre position autour de Loutsk, au nord de la ville de Doubno, en coordination avec le 19e corps mécanisé de N. V. Feklenko, et d'attaquer au sud-ouest, pendant que le corps mécanisé de la 6e Armée attaquait au nord de Brody dans l’intention de couper l’avancée de la 11e Panzerdivision à l’est de Doubno.
Le 25 juin, la 131e division blindée[réf. nécessaire] chassa rapidement la 131e division motorisée de Rokossovski, mais les 35e et 20e divisions de chars furent en mesure de combiner leurs efforts pour couper la route Loutsk-Doubno, même si leurs forces n'étaient pas encore arrivées sur le champ de bataille. Le même jour, des éléments du 19e corps mécanisé opérant à l'est de Rovno avaient réussi à chasser temporairement l'arrière-garde de la 11e Panzerdivision de Doubno en coupant ses unités avancées. En réponse, la 13e Panzerdivision attaqua le sud de Loutsk le lendemain, libérant les forces de Rokossovski de la route et permettant à l'infanterie allemande de reprendre Doubno, pendant qu'elle chassait le 19e corps mécanisé et capturait Rovno sur les arrières de Rokossovski.
Alors que la résistance allemande se raidissait, le commandant du front du Sud-Ouest, Mikhail Kirponos, donna l'ordre de mettre fin aux opérations offensives, des ordres qui furent immédiatement contrecarrés par son chef d'état-major supérieur, le général Joukov qui visitait le siège. En définitive, Joukov insista pour que la contre-attaque se poursuive, balayant tout argument s'y opposant. En conséquence, le commandement de Rokossovski fut bombardé par des ordres contradictoires. Selon le lieutenant général D.I. Rjabychev, Rokossovski « n'a exprimé aucune ambivalence à propos de la contre-offensive proposée » et a refusé un ordre direct, mettant ainsi fin au différend entre Joukov et Kirponos : « Nous avions à nouveau reçu un ordre de contre-attaque. Cependant, l'ennemi nous a tellement dépassés en nombre que nous avons pris la responsabilité personnelle d'ordonner l'arrêt de la contre-offensive et de faire face à l'ennemi avec ses défenses préparées. »
De ce fait, le 8e corps mécanisé de Rjabyshev, qui avait obtenu quelques succès au début à Brody, continuait  à attaquer depuis le sud, attendant le soutien de Rokossovski. Ni l'un ni l'autre n'étaient au courant de ce fait, en l'absence de communication directe disponible entre les corps individuels. L'exemple illustre la façon dont les problèmes endémiques de communication ont contribué à l'échec des contre-attaques de l'Union soviétique.
Au cours des jours suivants, les forces de Rokossovski exercèrent une pression considérable sur les Allemands à Loutsk. Elles tentèrent de reprendre Rovno, tout en bloquant l'avancée de la 14e Panzerdivision avec des antichars de 85 mm. Rokossovski a observé dans ses mémoires que « le terrain hors des routes était boisé et marécageux, maintenant l'avance allemande sur la route. Le régiment d'artillerie de la 20e division de chars déploya ses nouveaux canons de 85 mm pour couvrir la route et repoussa directement l'avancée des Panzers ».
Les batailles autour de Loutsk, Doubno et Brody menées par les 8e, 9e et 19e corps mécanisés sont particulièrement marquantes parmi les opérations soviétiques au début de Barbarossa, car le front du Sud-Ouest est capable d'organiser des opérations actives. Ce n'est pas le cas de la plupart des secteurs de la ligne de front. L'assaut a été confronté à une paralysie opérationnelle. Il a pu ainsi disposer de temps pour réorganiser la défense le long de la ligne de l'ancienne frontière polonaise.
Des tentatives sporadiques ont été faites pour combler le fossé grandissant entre les 5e et 6e armées soviétiques, alors que les Allemands avançaient sur Kiev, mais les forces de chars soviétiques n'étaient plus qu'une fraction de la force initiale. Le 7 juillet, le 9e corps mécanisé de Rokossovski avait en effet été réduit à 64 chars, sur un total de 316.

#### Bataille de Smolensk
Tandis que Rokossovski et les autres commandants des corps mécanisés des 5e et 6e armées arrêtaient l'avancée du Groupe d'armée Sud dans le sud de l'Ukraine, les forces soviétiques en Biélorussie étaient complètement désorganisées et paniquées et l'impact désastreux d'une organisation, d'une logistique et de communications médiocres était encore plus grand. L'Armée rouge s'est effondrée sous l'attaque bien coordonnée du centre du groupe d'armées du maréchal Von Bock. Dans les dix-sept jours qui suivent la bataille de Białystok – Minsk, les trois quarts du groupe d'armées de Dmitri Grigorievitch Pavlov a été mis hors de combat; dispersés, capturés ou tués. Sur son effectif initial de 625 000 soldats, 290 000 ont été faits prisonniers et 1 500 armes à feu et 2 500 chars d'assaut ont été capturés ou détruits. Le 30 juin, les Allemands avaient atteint les abords de la courbe du Dniepr, à l'endroit où la rivière se détache de son courant est-ouest et se dirige vers le sud. La voie était ouverte vers la ville stratégiquement importante de Smolensk, où le maréchal Simon Timochenko était en train de reconstituer le front occidental brisé sur une nouvelle ligne de défense.
La bataille de Smolensk a débuté le 10 juillet lorsque le Groupe d'Armée du Centre a commencé à progresser sur un large front, sur les rives nord et sud du Dniepr, juste au-delà du coude où il commence à couler vers le sud.
La 9e armée a attaqué le nord-est en direction de Veliki Luki. Le Panzergruppe 3 du général Hermann Hoth a frappé l'est à Vitebsk, puis a attaqué le long du pont qui sépare la Dvina occidentale et la Dniepr dans le but de recouvrir Smolensk du nord. Le Panzergruppe 2 de Heinz Guderian poussa directement vers Smolensk par Orsha et contourna Mogilev dans le but de faire une profonde pénétration loin de la ligne de front soviétique derrière Elnya et vers Moscou.
Malgré son insubordination lors de la bataille de Dubno, Rokossovski reçut l'ordre le 13 juillet de se rendre à Moscou pour prendre le commandement des restes de la 4e armée où il devait servir sous les ordres du maréchal Timochenko, (qui avait remplacé le général d'armée Dmitri Grigorievitch Pavlov, arrêté puis exécuté par le NKVD), au poste de commandant du front occidental. le 2 juillet, peu de temps après que lui et la majorité de son personnel avaient été jugés et blessés par balle à la suite de la catastrophe à la frontière.
Le 15 juillet, le jour même où Rokossovski a été rétabli au rang de lieutenant général qu'il occupait avant son arrestation, la 7e Panzerdivision du général Funck appartenant au Panzergruppe 3 est arrivée à Iartsevo derrière Smolensk. Le lendemain, l'infanterie motorisée du Panzergruppe 2 contraignit la plupart des défenseurs soviétiques de Smolensk à réduire l'écart entre les deux Panzergruppe à moins de 20 kilomètres. Les 16e, 19e et 20e armées soviétiques étaient menacées d’encerclement imminent et s’étalaient maintenant le long de la rive nord de la rivière, formant un triangle entre Vitebsk au nord-ouest, Iartsevo au nord-est et Smolensk au sud.
Alors que son front se détériorait rapidement, Timochenko libéra Rokossovski de la 4e Armée (un commandement qu’il n’avait pris que de nom) et lui confia la tâche de réunir une formation de palliatifs appelée "Groupe Iartsevo", qui traiterait de l’urgence présentée par l'apparition soudaine de la 7e Panzerdivision à Iartsevo. Ce groupe opérationnel ad hoc devait défendre les têtes de pont de la rivière Vop, un affluent du Dniepr, et empêcher les ailes sud et nord de l'enveloppe Panzer de converger vers le Dniepr.
L'effondrement semblait imminent. Staline, insensible, a réitéré sa demande à Timochenko de ne pas rendre Smolensk et a qualifié de "traîtrise" l '"attitude d'évacuation" des commandants de première ligne des armées assiégées. Plutôt que de se retirer, les armées de Timochenko resteraient sur leurs positions et tenteraient de reprendre Smolensk.
Le "Groupe Iartsevo" était en théorie une grande armée, mais lorsque Rokossovski arriva au quartier général de Timochenko dans la soirée du 17, il dirigeait en fait son propre petit personnel, deux mitrailleuses anti-aériennes quadruples  montées sur des camions et un fourgon de radio. Au début, Rokossovski dut rassembler un groupe de combattants des unités de réserve et des traînards en retraite, mais au cours des prochains jours, il devint une force plus substantielle. Les régiments et les divisions en retraite du 44e corps de fusiliers. s'exfiltrèrent hors de la poche de Smolensk et furent transférés à son commandement. De nouvelles forces arrivèrent de la réserve - la 107e division de chars (ru) (anciennement la 69e division motorisée du district militaire de Trans-Baïkal) et la 101e division des chars, équipée de 220 chars périmés mais fonctionnels.
Ce qui a commencé a été une bataille confuse pour le contrôle de Smolensk, au cours de laquelle des parties de la ville ont changé de mains plusieurs fois au cours de la semaine suivante, tandis que le groupe de Rokossovski maintenait la porte arrière ouverte et harcelait les formations de panzers allemandes avancées.
« Ensuite, nous avons commencé à attaquer en portant des coups contre les Allemands, d’abord dans un secteur, puis dans un autre, et avons souvent obtenu un succès tactique appréciable, ce qui a permis de renforcer la discipline parmi les troupes et de renforcer la confiance des officiers et des hommes ils pourraient en fait battre l'ennemi, ce qui signifiait beaucoup à l'époque. Notre activité a apparemment rendu perplexe le commandement ennemi, qui a rencontré une résistance là où elle n’était pas attendue; ils ont vu que nos troupes non seulement ripostaient mais aussi attaquaient (même si ce n'était pas toujours avec succès). Cela tend à créer une idée exagérée de nos forces dans le secteur, et l'ennemi ne parvient pas à tirer avantage de sa grande supériorité. »
    - Constantin Rokossovski
Jour après jour, les forces de Rokossovski devinrent plus fortes. Alors que la poche de Smolensk se dégonflait sous la pression allemande, Rokossovski put se mettre au service des soldats et des formations en retraite qui s'échappèrent de la poche et les utilisèrent pour renforcer le périmètre du couloir Iartsevo. Finalement, la 38e division de fusiliers fut transférée à Rokossovski lorsque Timochenko rationalisa le commandement des formations réductrices de la poche de Smolensk en dissolvant la 19e armée d'Ivan Koniev.
Les Allemands étaient confrontés au dilemme de contenir les armées encerclées et de faire face aux forces naissantes de Rokossovski à l'est. La 7e Panzerdivision fut bientôt rejoint par la 12e Panzerdivision à Iartsevo, tandis que la 20e maintenait son flanc nord. Avec autant de divisions Panzer attachées en position défensive et contenant une activité soviétique à la fois à l'intérieur et à l'extérieur de la poche, le coup de poing offensif des groupes de Panzer était en grande partie émoussé.
Même si le "Groupe Iartsevo" avait réussi à arrêter l'avancée du 3e groupe panzer de Hoth à Iartsevo, le Panzergruppe 2 de Guderian continuait de progresser au sud du Dniepr sur le flanc gauche de Rokossovski, devenant de plus en plus une menace tangible. Le 18 juillet, la 10e Division de Panzer de Guderian est entrée dans la ville d'Elnya à 70 km au sud de Iartsevo et l'a capturée le 20.
Mais le 19 juillet, les objectifs opérationnels de l'Allemagne pour Smolensk avaient changé depuis la publication de la directive 33 du Führer par Hitler, qui ordonnait à la Wehrmacht de suspendre temporairement sa conduite sur Moscou afin de pouvoir se diriger vers le sud et de mettre fin aux défenseurs soviétiques retenant Kiev en Ukraine. En conséquence, la pénétration profonde voulue par Guderian était obsolète sur le plan opérationnel, et le maréchal Von Bock s’intéressait de plus près à nettoyer les défenseurs soviétiques à Smolensk, afin que les groupes de panzers puissent être relâchés au sein du groupe sud. Impatient de la lenteur du mouvement de Guderian, Von Bock a exhorté ce dernier à se diriger vers le nord et à fermer le couloir de Iartsevo. En prévision de ce développement, Rokossovski avait déployé la 107e division de chars pour tenir la région immédiatement au sud de Dniepr et lorsque le 10e Panzer entreprit une attaque sans soutien au nord d'Elnya vers Dorogobouj, il fut repoussé après trois jours de violents combats. La situation s'est temporairement stabilisée.
Le 20 juillet, Joukov ordonna une contre-attaque générale dans le but de soulager les armées encerclées. À partir du 21 juillet, les attaques commencèrent sur tout le front et se poursuivirent pendant plusieurs jours sans aucune coordination. Pendant ce temps, les défenseurs dans la poche ont redoublé leurs efforts pour reprendre Smolensk. Des attaques ont été lancées du sud contre le flanc des forces avancées de Guderian à Elnya et Roslavl, et au nord de Iartsevo contre le 2d Panzergruppe de Hoth. Des pénétrations profondes de cavalerie ont été faites derrière le front allemand derrière Mogilev, perturbant la logistique. Peu coordonnées, les attaques ont eu pour effet de distraire l’avancée allemande pendant plusieurs jours, alors que des batailles intenses se produisaient, entraînant des pertes plus importantes encore. Le 24, Rokossovki a temporairement chassé le 7e Panzer de Funk de Iartsevo.
Non soutenues par l'infanterie, les formations avancées de la Wehrmacht Panzer faisaient des pertes immenses. Pour progresser encore plus, Hoth et Guderian devaient inviter l'infanterie à démêler leurs forces mobiles de leurs opérations de confinement et les libérer pour qu'elles puissent attaquer, ce qui ralentissait le rythme des avancées.
Le 25 juillet, Guderian avait été en mesure de libérer ses nombreuses forces de chars des tâches défensives et avait mobilisé la 17e Division de Panzer pour un effort concerté visant à faire avancer le nord et débarrasser Rokossovski de sa position précaire, mais le 17e Panzer était toujours dans l'impossibilité d'atteindre le Dniepr. et fermez enfin la poche. Néanmoins, l'attaque du nord et du sud par Rokossovski n'a pas pu empêcher le 20e d'infanterie motorisée de Hoth de capturer des têtes de pont au-dessus du Dniepr le 27, scellant ainsi sa poche. Les armées encerclées se livrèrent à des batailles intenses et, le 28 avril, Timochenko ordonna à Rokossovski de rouvrir le couloir en reprenant la tête de pont. Ne pouvant reprendre le contrôle de la traversée de la rivière, la 101e Division de tanks reprit Iartsevo le 29 avril. quelques jours critiques.
Malgré les efforts acharnés de la semaine suivante, Rokossovski n’est pas parvenu à établir un lien avec les armées dans la poche, mais l’intense activité soviétique empêche les Allemands de consolider leur front, permettant ainsi à des éléments de la 16e armée encerclée de s’échapper. Le 4 août, le front s'est stabilisé et les armées en défense à l'intérieur de la poche ont cessé ou ont cessé d'exister.
Rokossovski aurait contribué à ralentir l'attaque allemande et à maintenir le corridor Iartsevo ouvert suffisamment longtemps pour empêcher la capture et la destruction d'un nombre considérable de troupes soviétiques. Les conséquences plus larges de la résistance soviétique à Smolensk sont évidentes dans la directive Führer n ° 34 du 30 juillet 1941:
"Évolution de la situation au cours des derniers jours, apparition de puissantes forces ennemies sur le front et sur les flancs du Groupe d'armées, position de ravitaillement et nécessité de donner aux 2e et 3e groupes blindés environ dix jours pour réhabiliter leurs unités. , oblige à reporter pour le moment les tâches et objectifs supplémentaires définis dans la directive 33 du 19 juillet et dans le supplément du 23 juillet."
    - Adolf Hitler

#### Bataille de Moscou

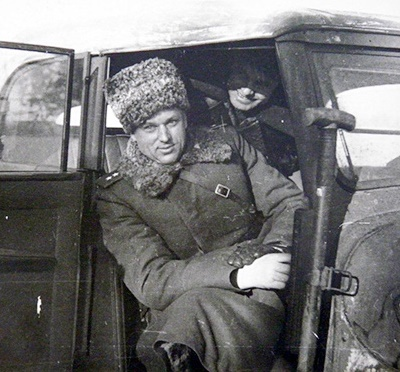
Constantin Rokossovski durant la bataille de Moscou.

En septembre 1941, Staline nomma personnellement Rokossovski au commandement de la 16e armée. Il a reçu l'ordre de défendre les abords de Moscou et se trouvait désormais sous le commandement direct du général Gueorgui Joukov, son ancien subordonné. La 16e armée (rebaptisée plus tard 11e armée de la Garde) a joué un rôle clé dans la bataille de Moscou lorsqu'elle a été déployée le long de l'axe principal de l'avance allemande le long de l'autoroute Volokolamsk, jonction centrale des violents combats de l'offensive hivernale allemande de 1941 (opération Typhon), ainsi que la contre-attaque soviétique de 1941-1942.
Le 18 novembre, lors des efforts ultimes de la Wehrmacht pour encercler Moscou en 1941, le général Rokossovski, voyant ses soldats soumis à une forte pression de la part du 4e groupe de Panzer de Hoepner, demanda à son supérieur immédiat, Joukov, s'il pouvait retirer la 16e armée de ses positions. Ce dernier refusant catégoriquement, Rokossovski a alors pris la décision de s'entretenir directement avec le maréchal Boris Chapochnikov, désormais chef de l'état-major général à la place de Joukov. Passant en revue la situation, Chapochnikov a immédiatement ordonné un retrait. Joukov a immédiatement réagi en révoquant l'ordre de l'officier supérieur. Il a ordonné à Rokossovski de l'occuper. Immédiatement après, l'armée de Rokossovski fut écartée et les 3e et 4e groupes de Panzer réussirent à occuper des positions stratégiques au nord de Moscou, mais ce fut le point culminant de l'avance allemande sur Moscou. Tout au long de l'opération Typhon, la 16e armée de Rokossovski avait essuyé le plus gros des efforts de l'Allemagne pour s'emparer de Moscou.

#### Opération Bleu
En mars 1942, Rokossovski fut grièvement blessé par un éclat d'obus. Selon la rumeur, Valentina Serova était une maîtresse de Rokossovski à cette époque. S'il est vrai que Serova, bénévole à l'hôpital, a rencontré Rokossovski à plusieurs reprises alors qu'il se remettait de sa blessure, il n'est pas reconnu qu'ils étaient amants. La preuve de leur relation étroite a été trouvée dans les récits de soldats de première ligne. Rokossovski avait également une autre maîtresse à ce moment-là, le Dr Galina Talanova, avec qui il eut une fille en 1945. Après deux mois passés dans un hôpital de Moscou, Rokossovski fut brièvement réuni avec la 16e armée.

#### Retraite au Don
En 1942, la Wehrmacht commença "l'opération Bleu" et changea l'axe de son offensive depuis Moscou et attaqua vers le sud, dans l'est de l'Ukraine, en direction du fleuve Don-Volga, de Rostov, de Voronej, de Stalingrad et du Caucase. Là-bas, les Allemands espéraient sécuriser de nouveaux approvisionnements en pétrole pour alimenter leurs armées. Contrairement aux débuts de 1941, l'armée soviétique, qui se durcissait, maintenait un ordre relativement bon en recul, reculant le long d'une ligne défensive le long de la rivière Don.
Le 13 juillet 1942, Rokossvski se voit confier son premier commandement au niveau opérationnel, signe de sa stature croissante. Les batailles de Smolensk et de Moscou n'avaient en aucun cas abouti à la victoire de l'Armée rouge, mais les formations de ligne de front placées sous son commandement étaient essentielles pour contrecarrer les efforts de la Wehrmacht en vue d'atteindre le même objectif. Cela se reflétait très probablement dans la décision de Staline de le nommer commandant. Stavka s'attendait à ce que la ligne principale de l'attaque allemande soit renouvelée contre Moscou en 1942 - Rokossovski était un officier de confiance sur lequel on pouvait compter dans une compression serrée.
Alors que l'offensive allemande se tournait vers le sud et se dirigeait vers Voronej, le secteur de Bryansk se révéla si silencieux que Stavka chargea la 38e armée sur le front de Voronej du général Vatoutine, lors de la bataille animée de Voronej, où les Allemands avaient tenté de passer le Don. River, et compromettez toute la défense soviétique de Don River. Rokossovski raconte dans ses mémoires que pendant l'été, Staline lui téléphona personnellement pour lui demander "si je ne trouvais pas la situation trop ennuyeuse à mon goût" et fut ensuite rappelé à Moscou pour prendre le commandement d'une nouvelle opération:
"Le plan consistait à concentrer une force puissante (pas moins de trois armées combinées et plusieurs corps blindés) sur le flanc de l'ennemi occupant le pays entre le Don et la Volga dans le but de contre-attaquer le sud et le sud-est du voisinage."
-Serafimovich
Des événements ultérieurs ont retardé l'attaque et celle-ci a été suspendue, avant d'être ressuscitée en tant qu '"Opération Uranus" avec Vatoutine dans le rôle principal. Cependant, Walsh affirme que "le choix de Rokossovski à l'origine de l'attaque était symptomatique de son statut et de l'importance de son rôle en tant qu'indicateur d'opérations soviétiques importantes et imminentes."

#### Opération Uranus
À l'automne 1942, l'armée allemande s'était arrêtée le long de la nouvelle défense soviétique dans les fleuves Don et Volga, centrée à Stalingrad, et avait traversé le sud de Rostov en direction des centres pétroliers stratégiques de Tbilissi et de Bakou. Staline était déterminé à ce que Stalingrad ne tombe pas et l'Armée rouge reçut l'ordre strict de tenir la ville à tout prix. La bataille de Stalingrad est devenue une lutte pour le contrôle de la ville qui a attiré des combattants des deux côtés dans des combats brutaux de maison en maison.
Le 28 septembre 1942, à la demande de Joukov, Rokossovski se voit confier le commandement général de la 65e armée (4e armée de chars), de la 24e armée et de la 66e armée, qui ont été rassemblées dans le Front de Don dans le cadre très critiqué de Staline. Réorganisation du front sud en vue de la contre-attaque soviétique prévue à Stalingrad : "Opération Uranus". Cela a placé les armées de Rokossovki directement en face des XIe, VIIIe et XIVe corps de la 6e armée, y compris les 16e et 14e divisions de Panzer, qui ont toutes été détruites lors de la bataille qui a suivi.
Les forces allemandes étant fortement engagées à Stalingrad et dispersées en raison de leurs profondes pénétrations dans le Caucase, la Wehrmacht dépendait de plus en plus de ses alliés roumains et italiens pour couvrir les flancs de sa ligne élargie, au nord le long du Don et au sud. le long de la Volga. "L'opération Uranus" a débuté le 17 novembre avec l'intention de faire un double enveloppement des hommes de Paulus à Stalingrad en perçant les flancs. Le front sud-ouest commandé par le général Vatoutine a rapidement submergé la 3e armée roumaine, juste au nord du front du Don de Rokossovski, tandis que le front de Stalingrad de Eremenko a lancé sa propre attaque juste au sud de Stalingrad. Le Front du Don de Rokossovski a joué un rôle en grande partie subordonné dans l'attaque principale, mais la 66e armée a soutenu l'attaque de Vatoutine par le nord en contournant l'extrême gauche de la ligne allemande où il a rencontré la 3e armée roumaine, tandis que les 24 et 65e ont serré les défenseurs allemands - les épingler en place alors que les pinces des attaques principales les ont rapidement enveloppées.
En moins d’une semaine, face à la dégradation des conditions météorologiques et à la tempête de tempête, les forces soviétiques avaient comblé le fossé derrière Stalingrad et avaient commencé à renforcer leurs investissements autour de la ville afin d’empêcher toute tentative de fuite. La 6e armée ne déploya aucun effort organisé pour se lancer et l'opération "Tempête hivernale", un effort allemand à la mi-décembre visant à soulager l'armée encerclée, ne réussit pas à briser les défenses soviétiques. Peu de temps après, les Soviétiques lancèrent l'opération Petite Sature et consolidèrent complètement leur position.

#### Opération Koltso
Le 28 décembre 1942, Staline a confié à Rokossovski la tâche de nettoyer la poche de Stalingrad. Il disposait à peu près de 212 000 hommes, de 6 500 canons, de 2 500 chars et de 300 aéronefs, à utiliser contre 200 000 défenseurs manquant de nourriture, de carburant et de munitions, dont des "Hiwis" russes, des Roumains et des Allemands. Le 8 janvier 1943, Rokossovski a ordonné un cessez-le-feu et a envoyé une délégation proposer les conditions de la reddition, mais Paulus n'a pas répondu et la résistance a continué pendant une bonne partie du mois.
Le 10 janvier, le Front du Don a lancé "Opération Koltso" pour réduire la poche de Stalingrad en commençant par un barrage de 55 minutes avec 7 000 lance-roquettes, artillerie et mortiers. Les défenseurs se sont battus avec ténacité, alors même que leurs lignes se sont lentement effondrées, faisant 26 000 tués parmi les troupes du Front du Don et détruisant la moitié de ses chars au cours des trois premiers jours de l'opération.
Le 15 janvier, Rokossovski est promu au grade de colonel général.
Le même jour, le général Paulus demanda à Hitler l'autorisation de se rendre, essuyant un refus. Le 26 janvier, les Soviétiques ont divisé les Allemands encerclés en deux poches. Le 31 janvier, la poche sud s'est effondrée et Paulus s'est rendu. Au bout de quatre jours, le dernier groupe important de défenseurs se rendit aux troupes placées sous le commandement de Rokossovski, mettant ainsi fin à la bataille qui marqua le point culminant de l'avance allemande pendant la guerre germano-soviétique.

« Le 2 février 1943, à 16 heures, les troupes du Front du Don complétèrent la déroute et la destruction du groupe de forces ennemies encerclé à Stalingrad. Vingt-deux divisions ont été détruites ou capturées.
    - Constantin Rokossovski »

#### Bataille de Koursk
Après la victoire à Stalingrad, les forces russes ont avancé vers une position créant un renflement de 150 km de profondeur et de 250 km de large dans la ligne allemande, autour de la ville de Koursk. Ceci est devenu par la suite connu comme le saillant de Koursk. Le commandement de Rokossovski a été déplacé au nord du saillant et a été redéfini en tant que nouveau front, qui était jumelé avec le front Voronezh, en maintenant les approches sud.
En février 1943, Rokossovski écrivait dans son journal : "Je suis nommé commandant du Front central. Cela signifie que Staline m'a confié le rôle clé dans la campagne de Koursk d'été."
L'Armée rouge et la Wehrmacht se préparèrent toutes deux à lancer une offensive décisive à l'été 1943 à Koursk. Les Allemands envisageaient de mener deux attaques une sur chaque flanc du saillant et de les unir à Koursk afin de couper les forces soviétiques substantielles, de se remettre de la perte stratégique de Stalingrad et de limiter l’avancée de la Russie. Les Russes, attentifs à l'attaque imminente, ont mis de côté leurs plans offensifs et se sont préparés à une défense en profondeur avec des unités antichars en masse dans des positions préparées.
À la fin du mois de juin, une bombe allemande lors d'un raid nocturne a touché le QG de Rokossovski. Ce dernier ne s'est échappé que parce que, sur un coup de tête, il avait décidé de mettre en place son groupe de signalisation dans le mess des officiers. Après cela, le QG du Front central est entré dans un bunker situé dans le jardin d'un ancien monastère.
L'offensive allemande, baptisée "Opération Citadelle", devait initialement commencer en mai, mais l'attaque a été retardée à plusieurs reprises afin de faire apparaître de nouvelles formations Panzer équipées de chars Tigre I et Panthère et de leurs derniers canons d'assaut. Ces retards ont permis une préparation encore plus grande des Soviétiques. Ce n'est que début juillet que les opérations de la Wehrmacht dans le saillant de Koursk ont commencé.
La bataille qui en résulta fut l’une des plus grandes batailles de chars de la Seconde Guerre mondiale, entraînant des pertes massives d’hommes et de matériel des deux côtés. En tant que commandant du front central, les effectifs de Rokossovski ont été confrontés à une attaque déterminée de la 9e armée du Groupement militaire sous Walter Model, comprenant plusieurs formations de chars augmentés des derniers chars Tigre I en effectifs de bataillon. Rokossovski, pour sa part, avait organisé ses défenses en trois ceintures défensives. Après l'assaut allemand initial, Rokossovski ordonna des contre-attaques, mais l'armure russe subit de lourdes pertes face aux nouveaux chars d'assaut lourds tigres allemands. Il se replia sur la défensive. Malgré cela, les Allemands se sont enlisés dans le terrain fortement miné et les défenses antichars, ce que Rokossovski a pu renforcer.

« Inutile de dire que les Russes ont pleinement exploité leur victoire. Il ne devait plus y avoir de périodes de silence sur le front est. Désormais, l’ennemi était en possession incontestée de l’initiative. »

 (Heinz Guderian)
Le front central fut alors rebaptisé 1er front biélorusse, qu'il commanda lors de l'avance soviétique en Biélorussie et en Pologne.
Il est l'un des principaux artisans du plan de bataille soviétique en deux étapes : défensive puis offensive, les positions défensives qu'il a mises en place seront d'une telle efficacité qu'elles stoppent quasi immédiatement l'offensive allemande sur le flanc nord du saillant et permettent même de mettre une partie des réserves à disposition de Vatoutine en difficulté sur le flanc sud. Il dirige ensuite la contre offensive sur Orel.

#### Opération Bagration et Soulèvement de Varsovie
Un incident célèbre est régulièrement rapporté par diverses sources dans des versions légèrement différentes. Lors de la planification de l’Opération Bagration en 1944, Rokossovski n’était pas d’accord avec Staline, qui exigeait, conformément à la pratique de la guerre soviétique, une seule percée du front allemand. Rokossovski a tenu bon dans son argumentation en faveur de deux points de rupture. Staline a ordonné à Rokossovski d '"y réfléchir trois fois", mais chaque fois qu'il revenait, il répondait de la même manière : "deux percées, camarade Staline, deux percées". Après la troisième fois, Staline resta silencieux, mais se dirigea vers Rokossovski et posa une main sur son épaule. Un moment de tension s'ensuivit alors que toute la pièce attendait que Staline déchire l'épaulette de l'épaule de Rokossovski. Au lieu de cela, Staline a déclaré : "Votre confiance en vous est à la base de votre jugement" et a ordonné que l'attaque aille de l'avant conformément au plan de Rokossovski. La bataille fut un succès et la réputation de Rokossovski fut assurée. Après avoir écrasé le centre du groupe d'armées allemandes en Biélorussie, les armées de Rokossovski atteignirent la rive est de la Vistule, en face de Varsovie, au milieu de 1944. Pour ces victoires, il obtint le rang de maréchal de l'Union soviétique. Staline a dit un jour : "Je n'ai pas de Souvorov, mais Rokossovski est mon Bagration".[réf. nécessaire]

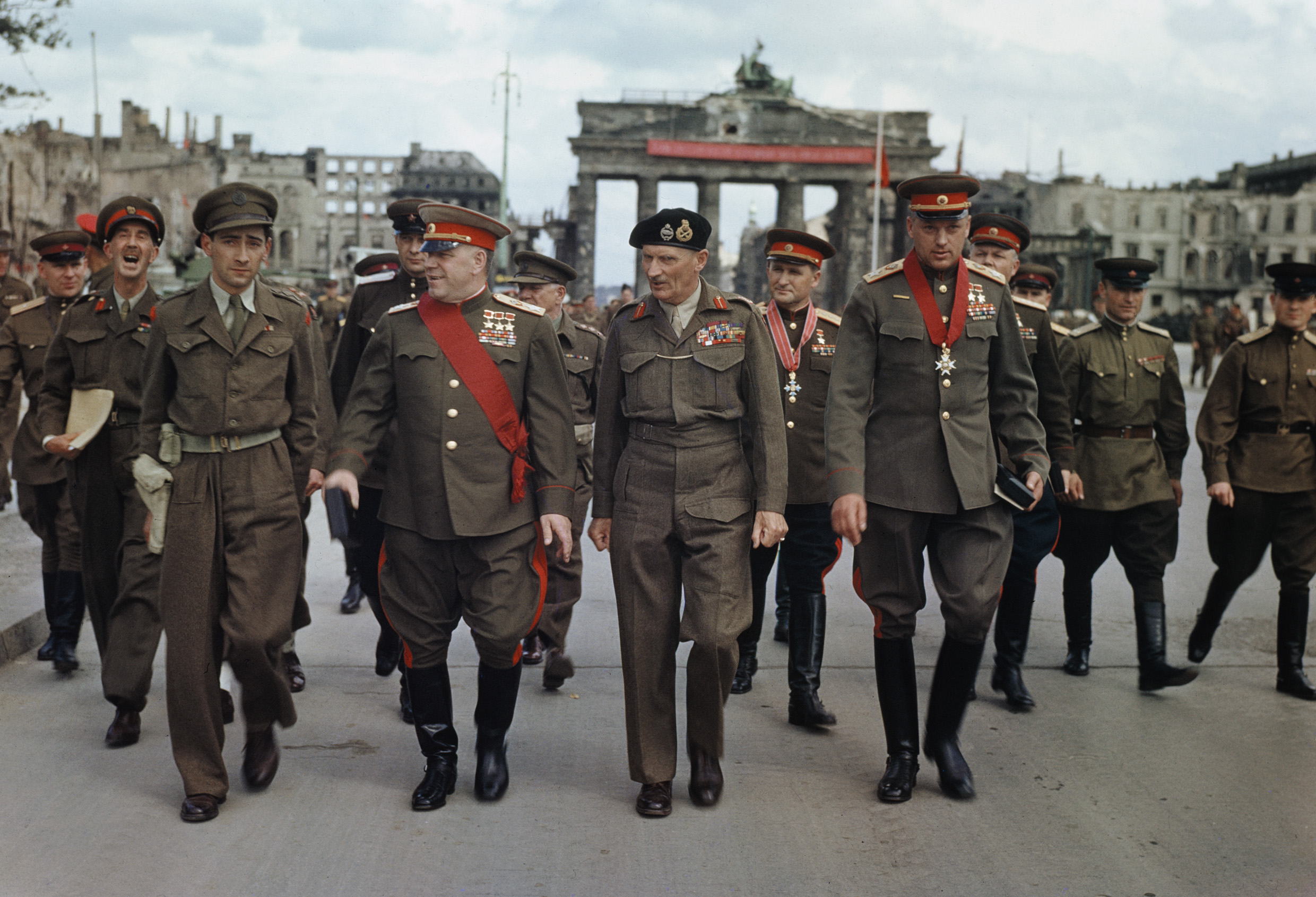
Les commandants alliés vainqueurs à la Porte de Brandebourg le 12 juillet 1945 guerre mondiale : Bernard Montgomery au centre, encadré par Gueorgui Joukov et Constantin Rokossovski

La seconde suggestion de Rokossovski modifiant le plan d'attaque sur Babrouïsk sera par contre acceptée, et sera, selon Jean Lopez « une des clés de la réussite de Bagration ». À la suite des premiers succès de l'opération, lancée le 22 juin 1944, Konstantin Rokossovski est nommé maréchal de l'Union soviétique le 29 juin et reçoit l'étoile de héros de l'Union soviétique le 30 juin.
Alors que les forces de Rokossovski étaient bloquées sur la Vistule, le soulèvement de Varsovie a éclaté dans la ville, dirigé par l'Armée de l'Intérieur polonaise (AK) sous les ordres du gouvernement polonais en exil à Londres. Rokossovski n'a pas commandé de renforcement aux insurgés. Il y a eu beaucoup de spéculations sur les opinions personnelles de Rokossovski sur cette décision. Il maintiendrait toujours que, avec ses communications étirées et la pression de l'ennemi contre son flanc nord, les forces engagées à Varsovie auraient été désastreuses.
En novembre 1944, Rokossovski est transféré sur le 2e front biélorusse, qui avance en Prusse orientale puis à travers le nord de la Pologne jusqu'à l'embouchure de l'Oder à Stettin (aujourd'hui Szczecin). Le 3 mai 1945, il rejoignit la 2e armée du maréchal britannique Bernard Montgomery à Wismar, en Allemagne, tandis que les forces de Joukov et Ivan Koniev s'emparaient de Berlin pour mettre fin à la guerre.
Le 1er juin 1945, Rokossovski reçoit sa seconde étoile de héros de l'Union soviétique.
Il a l'honneur de commander la parade de la victoire sur la place Rouge le 24 juin 1945.
En juillet 1945, Joukov et plusieurs autres officiers soviétiques obtiennent l'Ordre du Bain lors d'une cérémonie à la Porte de Brandebourg, à Berlin.

### Après-guerre

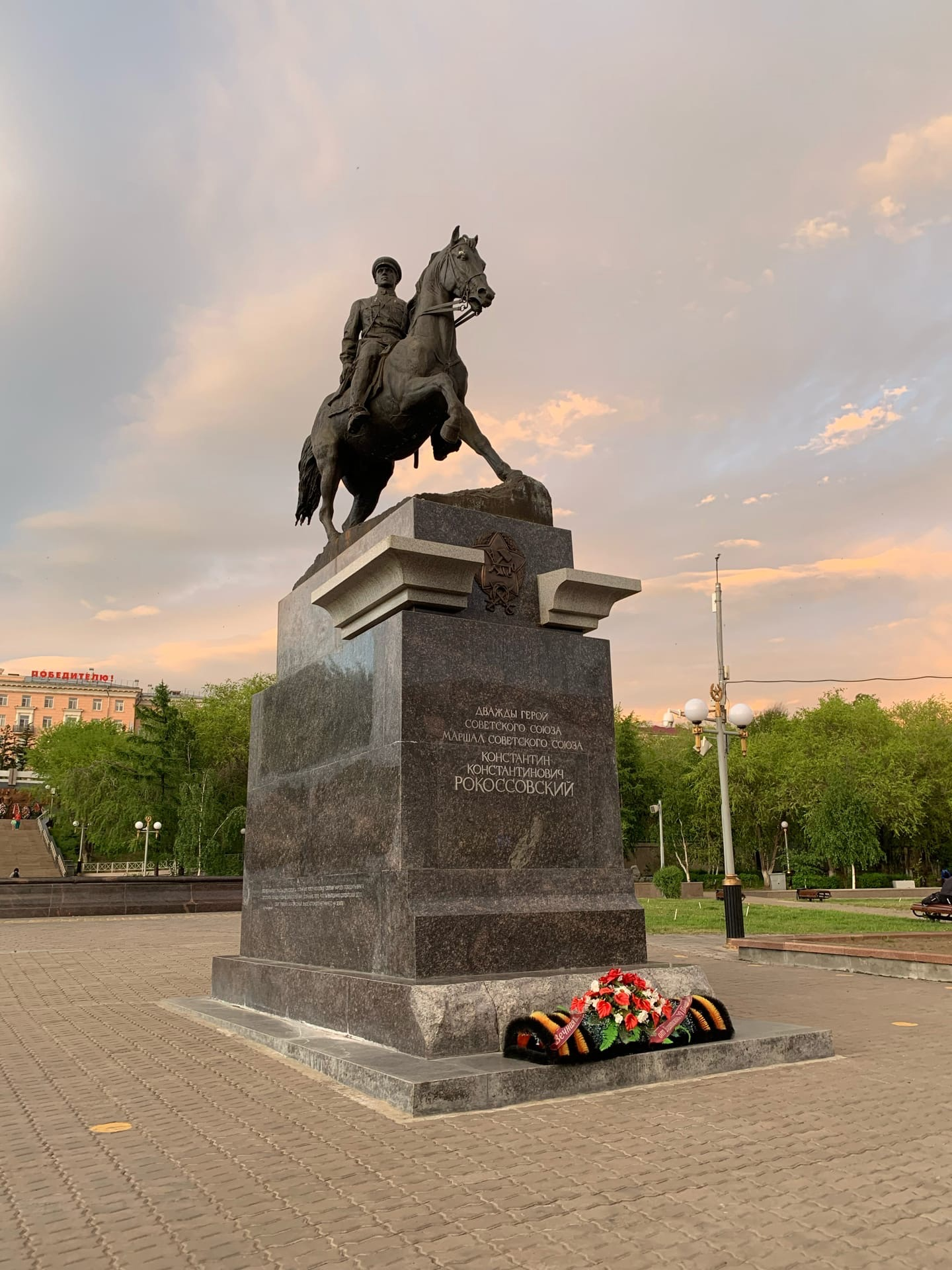
Monument au maréchal de l'Union soviétique Konstantin Rokossovski à Oulan-Oude, Russie

Staline nomme Constantin Rokossovski commandant en chef des troupes soviétiques en Pologne, puis, en 1949, intervient pour le faire nommer ministre de la Défense et vice-président du Conseil des Ministres, à cause de ses origines polonaises. Il est promu maréchal de Pologne le 5 novembre de la même année. Cependant, il parle mieux le russe que le polonais et il est considéré comme soviétique par les Polonais.
La 11 mai 1950, il entre au politburo du Parti Communiste polonais. Au cours du soulèvement de Poznań en 1956, il demande à Khrouchtchev l'intervention de l'Armée rouge contre les manifestants, ce que le nouveau dirigeant du PC polonais, Gomułka réussit à empêcher. Finalement, Gomułka obtient également le départ de Rokossovski. Rentré en Union soviétique en 1957, celui-ci est rétabli dans son grade soviétique, nommé vice-ministre de la Défense et commandant du district militaire transcaucasien, puis inspecteur du ministère de la Défense, jusqu'à sa retraite en 1962.
À sa mort, en 1968, son urne funéraire a été scellée dans le mur du Kremlin.